# Donau-Drava Nationalpark
Donau-Drava National Park blev grundlagt i 1996 og er beliggende i den sydvestlige del af Ungarn. Det nuværende område er 490 kvadratkilometer, og størstedelen af nationalparkens lokaliteter er placeret inden for Donau og Dravas oversvømmelsesområder, hvoraf 190 km2 er Ramsar vådområder. Bestandene af sort stork og havørn er af europæisk betydning. Syv hvirvelløse arter findes kun her i Ungarn. Habitater langs Drava huser mere end 400 beskyttede planter og dyr. Arter, der er endemiske i nationalparkområder, omfatter den ungarsk tjørn (Crataegus nigra) og Drava-vårfluen .